# Caístro
El río Caístro, o río Küçük Menderes (en turco: Küçük Menderes Nehri), es un corto río de Turquía, que discurre al sur de Esmirna. El Caístro fluye hacia el oeste y desemboca en el mar Egeo en la playa de Pamucak cerca de Selçuk, (Esmirna). La antigua ciudad de Éfeso fue un puerto de este río, pero la degradación de la tierra ocasionada por el sobrepastoreo y el cambio climático (que la erosionó) a lo largo de los siglos, colmató gradualmente la ensenada de la ciudad. La línea de la costa se desplazó hacia el mar y las ruinas de Éfeso han quedado a unos 8,5 km hacia el interior.

## Mitología
En la mitología griega Caístro (en griego antiguo Κάϋστρος, Káÿstros) era uno de los dioses fluviales. Como las numerosas razas de las volátiles aves, gansos o grullas o cisnes, de luengos cuellos, en la asiática pradera a los lados de los cauces del Caístro, revolotean acá y allá gallardas con sus alas. Se dice que tras cruzar el monte Tmolo y la cadena del Mesógide hacia la parte sur, a treinta estadios de Nisa, hay un lugar llamado Limón al que marchan en procesión los niseos y todos los habitantes de alrededor; allí hay una pradera con un heroon de Caístro, y cerca discurre el propio río.  Fueron Coreso, un autóctono, y Éfeso, considerando que Éfeso es el hijo del río Caístro, quienes fundaron el santuario y por Éfeso tiene su nombre la ciudad. De ahí que esos cisnes que graznan suavemente aquí y allá compongan una melodía para el muchacho [Faetonte], y, por bandadas, dirán su canto al Caístro y al Istro; ninguno desconocerá la historia, pues volará a través del Céfiro ligero, protector de los caminos; dice la leyenda que el Céfiro se ha puesto de acuerdo con los cisnes para propagar el canto luctuoso.